# بیوخانه
بیوخانه (به صربی: Biohane) یک منطقهٔ مسکونی در صربستان است که در توتین، صربستان واقع شده‌است. بیوخانه ۹۸ نفر جمعیت دارد.